# Powódź w Kotlinie Jeleniogórskiej (1897)
Powódź w Kotlinie Jeleniogórskiej w 1897 – wielka powódź jaka nawiedziła Karkonosze i Kotlinę Jeleniogórską  pod koniec lipca 1897 roku . Uznawana jest za jedną z największych klęsk żywiołowych jaka wydarzyła się w Karkonoszach . Szkody powodziowe w Karkonoszach i na obszarze Kotliny Jeleniogórskiej wyniosły 10 milionów marek niemieckich po stronie śląskiej  i 7 milionów guldenów po stronie czeskiej .

## Przebieg
Pod koniec lipca Karkonosze i Kotlinę Jeleniogórską nawiedzały długotrwałe deszcze . 23 i 24 lipca 1897 w Karkonoszach oraz w Kotlinie Jeleniogórksiej spadło od 20 do 40 litrów wody na metr kwadratowy . Od 25 do 27 lipca deszcze nie występowały, później pojawiły się umiarkowane i padały z przerwami . Wzrost opadów nastąpił wieczorem 28 lipca. Deszcz padał przez całą noc i dzień 29 lipca. 29 lipca 1897 roku w pobliżu Jeleniej Góry  doszło do oberwania chmury i rozpoczęła się ogromna ulewa . Stacja pogodowa przy schronisku Nová Louka (Nowa Łąka; około 14 km od Bogatyni) odnotowało nie pobity do dzisiaj rekordowy opad rzędu 345 mm . W Karkonoszach były miejsca, gdzie w nocy z 29 na 30 lipca na jeden metr kwadratowy powierzchni w ciągu 10 godzin spadło od 120 do 150 litrów wody . W dorzeczu Łomnicy i Jedlicy w ciągu doby od 29 lipca, godziny 7 spadło około 20 milionów m³ deszczu . Do punktu alarmowego stan wody doszedł 29 lipca wieczorem. Wówczas nastąpiło zerwanie chmury i woda wystąpiła z koryt rzek .
Deszcz ustał dopiero w południe 30 lipca .
| Opady deszczu w Miłkowie | Opady deszczu w Miłkowie |
| ------------------------ | ------------------------ |
| 28 lipca                 | 19 mm                    |
| 29 lipca                 | 32 mm                    |
| 30 lipca                 | 117 mm                   |
| 31 lipca                 | 8 mm                     |
| suma                     | 176 mm                   |

Wylało wiele rzek i potoków: Łomnica , Łomniczka , Jedlica  i wiele innych mniejszych potoków . Utworzyły one w Kotlinie Jeleniogórskiej ogromny akwen .

### Jelenia Góra
| Stan wody w Jeleniej Górze | Stan wody w Jeleniej Górze |
| -------------------------- | -------------------------- |
| 29 lipca, godz. 12.30      | 2,05 m                     |
| 29 lipca, godz. 16.40      | 2,45 m                     |
| 30 lipca, godz. 8.30       | 7,00 m                     |
| 30 lipca, godz. 11.05      | 7,00 m                     |

W Jeleniej Górze pod wodą znalazł się obszar w pobliżu rzek Bóbr, Kamienna i Młynówka . Teren miasta ograniczony ulicą Grunwaldzką (która została całkowicie zniszczona) i Wzgórzem Krzywoustego stał się jeziorem . Mosty przerzucone ponad rzeką zostały zatopione . Przy ulicy Grunwaldzkiej woda dosięgała 1 piętra, a czasami dachu . Zalaniu uległy ulice Kilińskiego, Groszowa, Pijarska, Poznańska, Sobieskiego i inne mniejsze . Woda zalała hale produkcyjne nad Bobrem i Kamienną, m.in. papiernię i cementownię Hauslera . Nie oszczędziła również budynków mieszkalnych. Chociaż były tylko nieco uszkodzone, to wnętrza zostały zamulone, a z gospodarstw wypłukane wyposażenie, meble, ubrania, a także zboża ze zbiorów pszenicy, mąki i drewna z domów . W Jeleniej Górze straty wyceniono na prawie 500 tysięcy marek .

### Kowary
Nawałnica zmieniła strumień Jedlica w rwącą rzeką niosącą potężne głazy i drzewa . Rwąca rzeka uderzyła do wsi Kowary, gdy ludzie spali . W Kowarach zniszczone zostały zakłady rzemieślnicze (piekarnia , warsztat blacharski ), fabryka porcelany i stajnia  . Ponad trzy kilometry dróg  publicznych i jeden kilometr prywatnych nie nadawało się do użytku . Zostało uszkodzonych 15 kilometrów ścieżek . Zostało zerwanych 12 publicznych  i 9 prywatnych mostów  . Powódź sparaliżowała komunikację w Kowarach całkowicie . Zerwana została komunikacja kolejowa, gdyż woda zniszczyła nasyp kolejowy na długości 30 metrów .
Łącznie zniszczonych zostało 39 budynków w tym mieszkalnych , a 5 innych budynków silnie uszkodzonych. Zerwanych zostało 800 do 900 metrów murów oporowych , a koryto Jedlicy wypełniło się piaskiem i żwirem . Jednocześnie w Kowarach rzeka uformowała sobie nowe koryto, zabierając wszystko po drodze . W Kowarach straty wyniosły 497.536  lub 1.245.000 marek .

### Wleń
Na stacji pomiarowej koło Wlenia zwykły przepływ wynosi około 12 m³/s , podczas powodzi wynosił on 1200–1500 m³/s , był więc jakieś 120-150 razy większy . Wysokość wody na rynku we Wleniu wynosił około dwóch metrów i utrzymywał się przez trzy dni .

### Sytuacja w pozostałych miejscowościach
Z koryt wystąpiły również inne rzeki: Kamienna  i jej dopływ Wrzosówka . Oprócz Kowar zalane zostały również Piechowice  i Sobieszów , a w znacznym stopniu ucierpiały Cieplice  i Wleń  oraz wiele innych miejscowości znajdujących się w dorzeczu Bobru . Woda podmyła nasyp Kolejki Karkonoskiej .

## Odbudowa
Skutki powodzi zaczęto usuwać dość szybko. Pomagali przy tym żołnierze z jednostki wojskowej w Jeleniej Górze . W Kowarach skalne rumowiska wywożono przy pomocy specjalnie skonstruowanej do tego kolejki .

## Reakcje
Na zalane tereny przybyła cesarzowa niemiecka Augusta Wiktoria . Powódź była bodźcem do wybudowania w latach 1906–1912 zbiornika w Pilchowicach . Przy otwarciu zapory odsłonięta została okolicznościowa tablica ku pamięci ofiar powodzi z roku 1897 . Zaginęła jednak po roku 1945 . Oprócz zapory w Kowarach na wielu odcinkach  wyregulowano rzekę Jedlicę . Na Jedlicy, powyżej Karpacza, zbudowana została w latach 1910–1915 zapora przeciwrumowiskowa  nazwana później Dzikim Wodospadem, a nieco niżej w tym samym czasie zapora na Łomnicy. W Sobieszowie i Cieplicach przy Wrzosówce wybudowano wały przeciwpowodziowe .